# Ernst Sejersted Selmer
Ernst Sejersted Selmer (* 20. Februar 1920 in Oslo; † 8. November 2006) war ein norwegischer Mathematiker und Computeringenieur.
Er war der Sohn des Germanisten Ernst Westerlund Selmer (1890–1971), der Professor an der Universität Oslo war. Selmers Großvater Christian August Selmer war norwegischer Staatsminister. Selmers mathematisches Talent fiel schon in der Schule auf, ebenso wie das seines Bruders Nicolay (der 1943 beim Training als Bomberpilot starb). Schon als Student der Naturwissenschaften und des Ingenieurwesens publizierte er über Primzahlen. Unter der deutschen Besatzung wurden die Universitäten 1943 geschlossen, und er floh nach Schweden. Im Zweiten Weltkrieg arbeitete er als Kryptologe in London. 1945 erhielt er seinen Kandidatenabschluss und heiratete. 1946 wurde er Universitätsdozent (Lektor) in Oslo, und 1948 veröffentlichte er ein Analysis-Lehrbuch. Für seine 1951 fertiggestellte Doktorarbeit behandelte er diophantische Gleichungen dritten Grades ({\displaystyle ax^{3}+by^{3}+cz^{3}=0} mit ganzzahligen Koeffizienten a,b,c). Er zeigte am Beispiel der Gleichung für {\displaystyle a=3,b=4,c=5}, dass das Hasse-Prinzip hier nicht mehr gilt (im Gegensatz zum quadratischen Fall): Die Gleichung hat keine nicht-triviale Lösung in den ganzen Zahlen, wohl aber lokal (modulo aller ganzen Zahlen und in den reellen Zahlen). Das Ergebnis wurde von John Cassels ausgebaut, den Selmer 1949 in Cambridge besuchte. Cassels nannte eine Gruppe, die eine Rolle bei der Obstruktion zum Hasse-Prinzip spielte, später nach Selmer Selmer-Gruppe. Sie spielt auch bei Andrew Wiles’ Beweis der Fermatvermutung eine Rolle.
1951/52 war er als Rockefeller-Stipendiat in den USA am Institute for Advanced Study in Princeton, wo er in der Arbeit am IAS-Computer von John von Neumann involviert war. Außerdem war er in Los Angeles am Bau des Computers Datatron (Burroughs 205) bei der Consolidated Engineering Corporation (CEC) wesentlich beteiligt. Ein Großteil der Logikeinheit stammte von ihm. 1953 beantragte er ein US-Patent für eine elektronische Addierlogik, das 1960 erteilt wurde. Er benutzte Computer damals auch für seine zahlentheoretischen Rechnungen.
Von 1956 bis zur Emeritierung 1990 war er Professor an der Universität Bergen. 1960 bis 1968 war er Prodekan und Dekan seiner Fakultät, unterbrochen von einem Sabbatjahr in Cambridge 1964/65. Er baute nicht nur die reine Mathematik in Bergen auf, sondern auch die naturwissenschaftliche Fakultät und das Rechenzentrum. Auch auf nationaler Ebene war er wesentlich am Ausbau der Datenverarbeitung beteiligt. Ein von ihm entwickelter Algorithmus dient in Norwegen zur Kontrolle der Einwohner-Kennziffern. 2004 erlitt er einen Schlaganfall.
In den 1940er Jahren veröffentlichte er über Primzahlen, z. B. 1942 eine Tabelle der Zwillingsprimzahlen bis 200.000.
Nach ihm wurden auch Selmer-Polynome benannt. Das ergab sich aus Selmers Beschäftigung (1956) mit der Faktorisierung von Polynomen der Form {\displaystyle x^{n}\pm x\pm 1} in Polynome mit ganzzahligen Koeffizienten. Dies wurde von Wilhelm Ljunggren und Andrzej Schinzel ausgebaut.
In den 1960er Jahren befasste er sich wieder mit Mathematik, die sich aus seinem Interesse für Kryptographie ergab (lineare Rekursion und periodische Folgen). Er hielt weiterhin Kontakt zu kryptographischen Diensten der NATO. Später wurde das Selmer-Zentrum an der Universität Bergen nach ihm benannt, wo an Kryptographie und Kodierungstheorie geforscht wird. Ab Mitte der 1970er Jahre befasste er sich mit kombinatorischer (additiver) Zahlentheorie (wie dem Briefmarkenproblem). Dabei arbeitete er mit der Gruppe von Gerd Hofmeister in Mainz zusammen.
Er war Mitglied der Norwegischen Akademie der Wissenschaften. 1983 wurde er Ritter des Sankt-Olav-Ordens 1. Klasse.
1954 bis 1978 war er Redakteur der Nordisk Matematisk Tidskrift.
Seine Tochter Johanne-Sophie Selmer war Mikrobiologin und lehrte an der Universität Karlstad. Sein Bruder Knut (1924–2009) war Professor für Rechtsinformatik in Oslo.

## Schriften (Auswahl)
- Selmer: The Diophantine equation {\displaystyle ax^{3}+by^{3}+cz^{3}=0}", Acta Mathematica, Band 85, 1951, S. 203–362